# Roger Troutman
Roger Troutman (Hamilton, 29 novembre 1951 – Dayton, 25 aprile 1999) è stato un cantante e musicista statunitense.

## Biografia
Originario dell'Ohio, ha iniziato la sua carriera musicale nel 1975 e nel 1979 ha fondato il gruppo musicale Zapp insieme a tre suoi fratelli e ad altri musicisti. La band ha esordito nel 1980 con l'album Zapp e ha pubblicato altri cinque album negli anni '80.
Nei suoi lavori usava spesso il talk box, un dispositivo collegato a uno strumento (spesso una tastiera, ma più comunemente una chitarra) per creare diversi effetti vocali. Troutman usava un talkbox personalizzato, l'Electro Harmonix "Golden Throat", attraverso un Moog Minimoog e più avanti nella sua carriera un sintetizzatore Yamaha DX100 FM.
Nel 1981 ha pubblicato il suo primo album solista The Many Facets of Roger, contenente una versione di I Heard It Through the Grapevine.
Nel suo secondo album The Saga Continues... (1984) è inclusa una cover di In the Midnight Hour.
Il suo terzo album da solista Unlimited! è uscito nel 1987 e contiene  una cover di Papa's Got a Brand New Bag e uno dei brani più noti di Roger, ovvero I Want to Be Your Man. Nel 1991 pubblica il suo quarto ed ultimo album in studio da solista Bridging the Gap.
Negli anni seguenti appare nell'album Str8 off tha Streetz of Muthaphukkin Compton di Eazy-E e collabora al brano California Love con Tupac Shakur feat. Dr. Dre, uscito nel 1995. Questo brano riscuote successo in tutto il mondo e ottiene una candidatura ai Grammy nella categoria "Best Rap Performance by a Duo or Group". 
Nel 1996 realizza una versione del brano Thin Line Between Love and Hate con H-Town e Shirley Murdock per la colonna sonora del film La linea sottile tra odio e amore (A Thin Line Between Love and Hate).
Nel 1999 partecipa a una traccia dell'album Black Elvis/Lost in Space di Kool Keith. L'ultimo brano registrato da Roger è Twisted, canzone inclusa nell'album di Tech N9ne Anghellic uscito nel 2001.
Il 25 aprile 1999 Troutman fu trovato gravemente ferito da colpi di arma da fuoco fuori dal suo studio di registrazione a Dayton. Morì durante un intervento chirurgico al Good Samaritan Hospital and Health Center. L'artista aveva 47 anni. Il fratello di Troutman, Larry, fu trovato morto in un'auto a pochi isolati di distanza con una singola ferita da arma da fuoco autoinflitta alla testa. Si ritiene che Larry abbia sparato mortalmente a Roger, poi a se stesso.

## Discografia parziale
Album in studio (da solista)
- 1981 - The Many Facets of Roger
- 1984 - The Saga Continues...
- 1987 - Unlimited!
- 1991 - Bridging the Gap